# Saorge

Saorge ( in limba italiana Saorgio) este o comună în departamentul Alpes-Maritimes din sud-estul Franței. În 1 ianuarie 2022 avea o populație de 432 de locuitori.